# 윤용식
윤용식(1988년 8월 3일~)은 대한민국의 남자 성우이다. 2013년 KBS 공채 38기로 입사했으며 한국방송 성우극회 소속이다.

## 출연작품

### TV 애니메이션
- 자동공부책상 위키 (KBS)
- 놓지마 정신줄 2 (KBS)
- 헬로 카봇 (KBS) - 피스
  - 헬로 카봇 붐바 (SBS) - 버스트
  - 헬로 카봇 젬 (SBS) - 토터
- 브레이브 비츠 (애니맥스) - 탱크, 집사
- 시간을 달리는 소녀 - 담임 선생님
- 명탐정 코난 (투니버스) - 안재민
- 롤러코스터보이 노리 (KBS) - 삐뚤코
- 토이캅(KBS) - 하데스
- 느릿느릿 나무늘보 늘(KBS) - 알, 길
- 나루토 - 오오츠츠키 아수라
- 네모바지 스폰지밥 - 패치 선장(10기), 버블 베스(11기)
- 요괴메카드 - 나리콘다
- 스낵월드 - 가스탱크, 뱀파이어
- 숲 속 친구 스토니즈 - 지렁이
- 시간여행자 루크 - 조연
- 캐치! 티니핑 - 홀로핑
- 느릿느릿 나무늘보 늘2(KBS) - 알, 길
- 마계학교! 이루마군 (KBS Kids) - 카르에고, 해설
- 쥐라기캅스2(MBC TV) - 킬로, 킬로엔진
- 몰리 맥기와 유령 (디즈니+) - 제프
- 긴급 구조 친구들(디즈니+) - 빌
- 마계학교! 이루마군 2(KBS Kids) - 카르에고, 해설
- 디지몬 고스트 게임 (재능TV) - 리현수, 머미몬, 그린쉘몬, 오보로몬(흑), 옥토몬1
- 소스리아 - 핍삐, 요네시스 3세
- 포켓몬스터 썬&문 (투니버스) - 몬
- 포켓몬스터 (투니버스, KBS 키즈, 재능TV) - 프리드 박사

### 극장판 애니메이션
- 마이펫의 이중생활
- 마이펫의 이중생활 2
- 피터와 드래곤 - 애브너
- 씽 - 버스터 문(코알라)
- 씽2게더 - 버스터 문
- 슈퍼 빼꼼: 스파이 대작전 - 대통령 / 장관
- 보스 베이비 - 아빠
- 보스 베이비 2 - 아빠
- 코코 - 오스카 할아버지, 부서장, 베르토 삼촌
- 인크레더블 2 - 윈스턴 데버
- 뽀로로 극장판 바닷속 대모험 - 햄스터단원 / 시터스

### 외화
- 리썰 웨폰(KBS) - 딜런(로버토 어과이어)
- 덤보 (MOVIE) - 한스(라르스 아이딩어)
- 메리 포핀스 리턴즈 (MOVIE) - 잭
- 인피니트(KBS) - 하인리히 트레드웨이(딜런 오브라이언)
- 캡틴 아메리카: 시빌 워 - 헬무트 제모(다니엘 브륄)
- 캡틴 아메리카: 윈터 솔져 (MBC) - 쉴드 요원
- 팔콘과 윈터 솔져 - 헬무트 제모(다니엘 브륄)

### 특촬물
- 파워레인저 갤럭시포스 (대원방송) - 스파다(소드피시 옐로우)
- 울트라맨 긴가 S
- 퓨어엔젤 미라클 매직 (투니버스) - 갈비사장, 디제이

### 다큐 / 내레이션
- TV, 책을 보다 (KBS 1TV)
  - 2014.05.31 26화 나는 참 늦복 터졌다 (저자: 박덕성 구술, 이은영 글) 편
  - 2014.06.07 27화 피버 피치(저자 : 닉 혼비) 편
  - 2014.06.14 28화 굿바이 클래식 (저자 : 조우석) 편
  - 2014.06.21 29화 상실의 시대(저자 : 무라카미 하루키) 편
  - 2014.06.28 30화 부모로 산다는 것 (저자 : 제니퍼 시니어) 편
  - 2014.07.05 31화 척하는 삶 (저자 : 이창래) 편
  - 2014.07.12 32화 걷기, 두 발로 사유하는 철학 (저자: 프레데리크 그로) 편
  - 2014.07.19 33화 예감은 틀리지 않는다 (저자: 줄리언 반스) 편
  - 2014.07.26 34화 사회를 바꾸려면 (저자: 오구마 에이지) 편
  - 2014.08.02 35화 즐겁지 않으면 인생이 아니다 (저자: 린 마틴) 편
  - 2014.08.23 37화 행복의 기원 (저자: 서은국) 편
  - 2014.08.30 38화 투명인간 (저자: 성석제) 편
  - 2014.09.06 39화 돈으로 살 수 없는 것들 (저자: 마이클 샌델) 편
  - 2014.09.13 40화 눈물은 왜 짠가 (저자: 함민복) 편
  - 2014.09.20 41화 농담 (저자: 밀란 쿤데라) 편
  - 2014.10.11 42화 허삼관 매혈기 (저자: 위화) 편
  - 2014.10.25 43화 자기 앞의 생 (저자: 에밀 아자르) 편
  - 2014.11.01 44화 난중일기 (저자: 이순신) 편
  - 2014.11.03 45화 유리감옥 (저자: 니콜라스 카) 편
  - 2014.11.17 46화 얼굴, 감출 수 없는 내면의 지도 (저자 : 벵자맹 주아노) 편
  - 2014.12.08 49화 백석 평전 (저자 : 안도현) 편
  - 2014.12.15 50화 죽음을 원할 자유 (저자 : 케이티 버틀러) 편
  - 2015.01.05 53화 돈키호테 (저자: 미겔 데 세르반테스) 편
  - 2015.01.12 54화 미움 받을 용기 (기시미 이치로, 고가 후미타케 著) 편
- 광주MBC 창사 50주년 특집다큐 3부작 <농업에 길을 묻다> (광주 MBC)
- 2014.08.14 KBS 파노라마 - 프란치스코, 보통 사람들의 교황 (KBS 1TV)
- 2015.07.23 MBC 네트워크 특선 '1억 미생물의 비밀'
- 2018.12.30 KBS1 다큐공감 281회 : 인형 아저씨의 사랑

### 라디오 드라마
라디오 극장 (KBS 한민족 방송)
- 2013.02.01~2013.02.28 이명랑 作 천사의 세레나데
- 2013.04.01~2013.04.30 양귀자 作 모순
- 2013.05.01~2013.05.31 성석제 作 위풍당당 - 김준호
- 2013.06.01~2013.06.30 이도우 作 사서함 110호의 우편물 - 홍헌표
- 2013.07.01~2013.07.31 박선희 作 도미노 구라파식 이층집
- 2013.08.01~2013.08.31 주호민 作 신과 함께 - 원귀 (유성연)
- 2013.09.01~2013.09.30 윤천수 作 마지막 콜사인 - 서무과장 外
- 2016.01.01~2016.01.31 김휘 作 해마도시 - K, 기사
- 2019.03.01~ 강지영 作 페르몬 부티크 - 장형사

KBS 무대 (KBS 한민족 방송)
- 2013.02.23 지울 수 없는 사랑 - 의사
- 2013.03.23 눈물꽃 - 남손님1
- 2013.04.13 날아라, 버스야 - 남자3, 노인3
- 2013.04.27 낙타를 빌려 드립니다 - 캐스터
- 2013.05.04 홍제원 여인 - 남자2
- 2013.06.01 별이 빛나는 밤에 - 이민혁
- 2013.06.22 노을 - 형칠
- 2013.07.23 꽃이 피었다 - 아들
- 2013.07.27 고해 - 남1
- 2013.08.03 아무 곳에도 없는 그녀 - 한기자
- 2013.08.10 부녀이야기 - 김가
- 2013.08.17 두여자 - 상태
- 2013.09.07 웬수들의 합창 - 담임
- 2013.10.05 그녀의 하이힐에 관한 9cm의 짧은 고찰 - 친구1
- 2013.10.12 청담동 개츠비 - 의사
- 2013.11.16 기차는 8시에 떠나네 - 사위
- 2013.11.23 소수의 사례 - 행인2
- 2013.12.07 한없이 낮은 슬픔 - 최피디
- 2013.12.28 7층집 슬리퍼 - 할아버지, 남직원
- 2014.01.11 가족의 탄생 - 의사
- 2014.01.25 상처 (잃어버린 날들) - 김재혁, 집배원
- 2014.03.01 카메오 - 공원 노숙인2
- 2014.03.15 막대사탕 - 손님1
- 2014.03.22 붕어빵 - 김상우
- 2014.03.29 각광을 받다 - 추일호
- 2014.04.05 달걀 후라이 - 동사무소직원
- 2014.04.19 소피마르소를 위하여 - 상구
- 2014.04.26 아버지의 땅 - 주민
- 2014.05.10 한영우 - 교사
- 2014.05.17 환승 - 의사1
- 2014.05.24 요조숙녀 왕순진의 날갯짓 - 나대로
- 2014.05.31 사랑은 늙지 않는다 - 복만친구
- 2014.06.21 솔향기 바람에 날리고 - 팀장
- 2014.06.28 아내를 의심하지 마라 - 상무
- 2014.07.11 피아노 - 민석
- 2014.07.19 문을 닫다 - 영감
- 2014.07.26 처음처럼 그들 - 택시기사
- 2014.08.02 전화하는 남자 - 세탁소 주인
- 2014.08.16 개구리 울음소리 - 소리(잡상인)
- 2014.08.30 가면 무도회 - 호철
- 2014.09.20 카사노바 따라잡기 - 정수
- 2014.11.01 천국에서 온 편지 - 대호
- 2014.12.06 예순님 - 남2
- 2014.12.13 말 못하는 남자 - 택시기사
- 2014.12.27 그림자를 견뎌라 - 김총무
- 2015.02.28 봄, 재규어, 키스 - 준구

라디오 독서실 (KBS 2라디오)
- 2013.03.03 못생겼다고 말해줘 - 남직원
- 2013.05.12 택시 - 노인
- 2013.05.19 인생은 아름다워 - 남주인공
- 2013.05.26 홍의 부고 - 안의 형
- 2013.06.02 대관람차 - 매니저
- 2013.06.16 아저씨의 훈장 - 고향젊은이3
- 2013.07.21 남편을 죽이는 서른가지 방법 - 경비
- 2013.08.18 행복한 우리 집에 어서 오세요 - 아나운서
- 2013.09.22 달밤 - 상인
- 2013.10.20 알함브라 궁전의 추억 - 중년2
- 2013.11.17 배우가 된 노인 - 노인2
- 2013.11.24 이틀 - 의사
- 2013.12.01 나는 아주 오래 살 것이다 - 사내
- 2013.12.15 택배 왔어요 - 정호식
- 2014.01.05 무진기행 - 직원2/순경
- 2014.01.12 서울, 1964년 겨울 - 순경
- 2014.01.19 서울의 달빛 0장 - 이기사
- 2014.01.26 산책 - 해설
- 2014.02.02 달로 간 파이어니어 - 진행(남)
- 2014.02.16 오늘의 저격수는 딸기맛 초코바를 먹는다 - 아버지
- 2014.02.23 길을 잃다 - 이반장
- 2014.03.02 쿤의 여행 - C
- 2014.03.09 파충류의 밤 - 영업부장
- 2014.04.06 세상의 모든 저녁 1편 - 양씨
- 2014.04.13 세상의 모든 저녁 2편 - 양씨
- 2014.04.20 월리를 찾아라 - 소장
- 2014.04.27 승강기 - 노인1
- 2014.05.04 밤을 기다리는 사람에게 - 스스무
- 2014.05.11 후남아, 밥 먹어라 - 남편
- 2014.05.25 여름의 맛 - 남자
- 2014.06.01 옥화 - 남편
- 2014.06.15 자본주의의 적 - 남편
- 2014.06.29 이상한 정열 - 동료
- 2014.07.06 목놓아 우네 - (심1)해설
- 2014.07.20 유나 - 원표
- 2014.07.27 숫자 꿈 - 이대리
- 2014.08.10 진격의 미친 여자 - 케이
- 2014.08.31 우리 모두의 정귀보 - 전직교수
- 2014.09.07 초야 - 정근
- 2014.10.05 굿바이 - 스파이디1
- 2014.10.12 결혼기념일 - 최국장
- 2014.10.26 오두막 - 케이
- 2014.12.28 뱀들이 있어 - 정민철

다큐멘터리 역사를 찾아서 (KBS 1라디오)
- 2014.04.20 제495편 아악 정비, 율관, 그리고 도량형 - 박연
- 2014.04.27 제496편 아악과 향악을 절충하여 새 예악을 만들다 - 박연
- 2014.05.04 제497편 신악(新樂)을 창제하다 - 박연
- 2014.06.08 제502편 세자의 「대리청정」을 관철하다 - 황희
- 2014.06.15 제503편 세종, 성문법전을 정비하다 - 이직
- 2014.06.22 제504편 육전(六典) 수찬-고치고 또 고치다 - 이직
- 2014.06.29 제505편 세종이 생각한「죄와 벌」 - 허조
- 2014.07.06 제506편 법으로 다스리고 인정(仁政)으로 포용하다 - 신인손
- 2014.07.13 제507편 훈민정음, 누가 언제 만들었나 - 신숙주
- 2014.07.20 제508편 최만리는 왜 「훈민정음」을 반대했나 - 허조
- 2014.07.27 제509편 훈민정음, 어떻게 만들었나 - 신숙주
- 2014.08.03 제510편 “한문 공부 잘 하려면 「언문」부터 배워라”- 양선지
- 2014.08.10 제511편 「용비어천가」를 지은 뜻은 - 노인2
- 2014.08.17 제512편 일본에 「통신사」를 보내다 - 황윤길
- 2014.08.24 제513편 일본으로 간 통신사, 그 뜨거운 바닷길 - 관리
- 2014.08.31 제514편 문종, 30년을 세자로 살다 - 학사1
- 2014.09.14 제516편 소헌왕후의 죽음과 심온의 명예회복 - 하연, 황보인
- 2014.09.21 제517편 문종의 제왕(帝王) 실습, 「대리청정」- 승지
- 2014.09.28 제518편 문종, 왕위에 오르다 - 하연
- 2014.10.05 제519편 갈등 - 왕실 불사(佛事) - 하연
- 2014.10.12 제520편 「노산군 일기」어떻게 읽을 것인가 - 이재
- 2014.10.19 제521편 수양은 대군(大君)에 만족하지 않았다 - 황보인
- 2014.10.26 제522편 김종서는 안평대군과 손을 잡았는가 - 이현로
- 2014.11.02 제523편 「계 유 정 난」- 금군
- 2014.11.09 제524편 안평대군, 사약을 받다 - 대신2
- 2014.11.16 제525편 이징옥은 왜 반기(叛旗) - 장수
- 2014.11.23 제526편 수양대군, 실권을 장악 - 이징옥, 관리2
- 2014.11.30 제527편 단종, 왕위를 넘기다 - 조효문
- 2014.12.14 제529편 「사 육 신」 - 박팽년, 간관2
- 2014.12.21 제530편 단종애사 - 이보흠, 금성군, 대신2
- 2014.12.28 제531편 집현전을 혁파하다 - 정인지

소설극장 (KBS 3라디오)
- 2013.04.07~2013.05.03 광해, 왕이 된 남자 - 내금위병사, 영의정, 칼잡이, 유정호, 양반 1, 유생 1
- 2013.05.04~2013.07.07 몽유도원 - 남자2, 남자, 경찰관, 와타나베, 에이지, 김창린, 형사, 안경, 요다, 매콤스키보좌관, 안기부장
- 2013.07.08~2013.08.02 위대한 개츠비 - 기자, 집사, 웨이터, 사내, 지휘자, 노인
- 2013.08.03~2013.10.02 천국의 소년 - 아버지
- 2013.10.03~2014.01.20 정글만리 - 도요토미 아라키
- 2014.01.21~2014.04.08 왕을 만든 여자 - 한명회
- 2014.05.20~2014.08.15 작은 아씨들 - 제임스 로렌스
- 2014.09.13~2014.11.10 28 - 박남철
- 2014.11.11~2014.12.14 태양은 다시 떠오른다 - 빌

라디오 여행기 (KBS 3라디오)
- 2014.11.03~2014.12.16 헤르만 헤세 作 헤세의 여행 - 낭독
- 2015.03.21~2015.04.13 안대회, 이종묵 作 절해고도에 위리안치하라 - 낭독

사랑의 책방 (KBS 3라디오)
- 2014.01.06~2014.12.29 시 한 편 마음 한 조각 - 낭독

책읽는 밤 (KBS 1라디오)
- 2013.05.04 오쿠다 히데오 作 남쪽으로 튀어
- 2013.09.04 워 호스
- 2014.07.05 로왈드 달 作 손님

대한민국 경제실록 (KBS 1라디오)
- 2013.05.28 18화 <3저호황과 한국경제> - 김만제(경제부총리)

다큐멘터리 혁신의 승부사 (KBS 1라디오)
- 2014.05.14~2014.07.25 게임 산업을 탄생시키다
- 2013.07.30 파괴적 혁신가, 알리바바의 마윈 3화

 특집 라디오(KBS 라디오)
- 2013.06.23 아주 특별한 기부 내 인생의 책 - 그리스인 조르바 - 노동자
- 2014.09.26 KBS 한민족 방송, 1라디오 공동기획 <한국 근대문학 기행, 모란 소나기 그리고 서시> 제2편. 순수의 미학, 황순원 - 아버지
- KBS 특집 다큐멘터리 우리고장 의병이야기

신성원의 문화읽기 (KBS 1라디오)
- 2013.03.03 데이비드 미첼 作 클라우드 아틀라스
- 2013.05.19 넬리 노이하우스 作 백설공주에게 죽음을
- 2013.06.09 스콧 허친스 作 사랑에 관한 쓸 만한 이론
- 2013.06.23 마르잔 사트라피 作 자두 치킨
- 2013.06.30 맥스 브룩스 作 세계대전Z
- 2013.07.14 정유정 作 28
- 2013.07.21 로저 젤라즈니 作 체인질링
- 2013.08.04 웨이드 데이비스 作 나는 좀비를 보았다
- 2013.08.18 장 마르크 로셰트, 자크 로브 作 설국열차
- 2013.08.25 오쿠다 히데오 作 소문의 여자
- 2013.09.08 애거서 크리스티 作 그리고 아무도 없었다
- 2013.09.22 요나스 요나손 作 창문 넘어 도망친 백세 노인
- 2013.10.06 최인호 作 타인의 방
- 2013.10.27 장용민 作 궁극의 아이

낭독4 (EBS FM)
- 2015.03.27~2015.04.21 큰작가 조정래의 인물이야기2 안중근 - 낭독
- 2015.04.22~2015.05.15 큰작가 조정래의 인물이야기2 신채호 - 낭독

### 기타
- 2013.03.12 1 대 100 (KBS 2TV) - 출연
- 2013.09.03 이무송, 임수민의 희망가요 <보이는 라디오> (KBS 2라디오) - 출연

### 오디오 드라마
- 완전무결하게 사로잡히다 (Aco) - 정이원
- Top Secret (Aco) - 하재윤
- 뷰티풀 몬스터 (Aco) - 임필조
- 인어공주를 위하여 (夜海) - 오윤형
- 격발 (夜海) - 스노우 아역
- 전율의 재회 (북큐브) - 강지범
- 황제의 밤 (북큐브) - 요포
- 일념일로 6권 <겨울, 그 너머에> (노블엔진) - 박시우

## 수상 경력
- 2014년 KBS 라디오 연기 대상 (신인 남자 연기상)